# Empire (Film)
Empire ist ein Underground-Experimentalfilm und Dokumentarfilm von Andy Warhol. Er wurde in der Nacht vom 25. auf den 26. Juni 1964 im 16-mm-Format gedreht. Die Uraufführung fand durch die Film-Makers’ Cinematheque am 6. März 1965 im City Hall Cinema (Manhattan) statt.

## Inhalt
Der achtstündige Schwarzweiß-Stummfilm zeigt aus unbewegter Perspektive die oberen Etagen und die Spitze des Empire State Building in New York City bei einbrechender abendlicher Dunkelheit bis tief in die Nacht um 2:42 Uhr. Gefilmt wurde aus dem Büro von Henry Romney im 44. Stock des Time-Life-Building. Kameramann war Jonas Mekas, Co-Regisseur John Palmer. Obwohl mit einer Auricon-Tonfilmkamera gefilmt, wurde Empire ohne die dabei aufgezeichneten Dialoge zwischen Warhol, Romney, Palmer, Mekas und Gerard Malanga gezeigt.

## Hintergrund
Mit 8 Stunden und 5 Minuten ist die Laufzeit des Filmes länger als die Echtzeit der Aufnahme (25. Juni 1964, 20:06 Uhr, bis 26. Juni 1964, 02:42 Uhr). Dies hängt damit zusammen, dass mit 24 Bildern pro Sekunde gedreht worden ist und die Projektion mit 16 Bildern pro Sekunde erfolgt.
Der Film hat aufgrund seiner Länge und wegen seiner scheinbaren Ereignislosigkeit international für Aufsehen gesorgt. Er gilt als eines der bekanntesten und berüchtigtsten cineastischen Warhol-Werke. Er wurde als „unansehbar“ eingestuft. Dies geschah freilich von Anfang an unter falschen Voraussetzungen. Es handelt sich hier um ein Werk der Konzeptkunst, nicht um einen Spielfilm. Viel eher ist Empire ein (minimal durch vorbeifliegende Flugzeuge, ein- und ausgeschaltete Lichter in den Häusern bewegtes) Gemälde, das den Betrachter zur Meditation über Schönheit und Vergänglichkeit anregt. Damit steht er kunsthistorisch in der Tradition der Vanitas- und Memento-mori-Ikonografie.
Nach Aussage Warhols besteht die Absicht dieses Films darin, beim „Verstreichen der Zeit“ zusehen zu können. Aufgrund dieser künstlerischen Intention sind gekürzte Fassungen des Films nicht autorisiert worden.
Warhols damaliger Assistent Gerard Malanga wird zur Entstehung des Films damit zitiert, dass Warhol die Kamera während der Aufnahme so gut wie nicht berührt habe und dieses Gerät ihm die künstlerische Arbeit habe abnehmen sollen.
In Anerkennung seines kulturellen, historischen bzw. ästhetischen Wertes wurde Empire im Jahr 2004 in das National Film Registry  aufgenommen.